# Empis vaginifer
Empis vaginifer är en tvåvingeart som beskrevs av Axel Leonard Melander 1902. Empis vaginifer ingår i släktet Empis och familjen dansflugor. Inga underarter finns listade i Catalogue of Life.